# Abraham Olano
Abraham Olano Manzano (født 22. januar 1970 i Anoeta) er en tidligere spansk landevejscykelrytter, der var blandt verdenseliten i anden halvdel af 1990'erne, især kendt som en stærk enkeltstartsrytter. Hans største triumfer var som dobbelt verdensmester i både landevejsløb (1995) og enkeltstart (1998) foruden den samlede sejr i Vuelta a Espana 1998.
Olano blev på et tidligt tidspunkt betragtet som den naturlige arvtager til den femdobbelte Tour de France vinder Miguel Indurain. Dette på grund af visse fysiske ligheder, fælles baskisk herkomst og deres 1-2 resultater i både enkeltstart og landevejsløb ved VM 1995, og igen ved enkeltstarten ved OL 1996. I 1996 skiftede Olano til Indurains hold Banesto, i forventning om en rolle som løjtnant til Indurain. Da Indurain overraskende stoppede karrieren, blev Olano i stedet holdkaptajn for det kommende år 1997.
Sammenligningen med Indurain udviklede sig til en belastning for Olano, som nok næsten var Indurains ligemand i enkeltstart, men som ikke havde samme evner på de stejleste stigninger, hvor mange store etapeløb blev afgjort. Olano tog en sejr på den afsluttende enkeltstartved Tour de France 1997, men måtte i det samlede klassement nøjes med en 4.plads, der blev hans bedste placering i det franske løb.
Olano blev verdensmester i landevejsløb i 1995 i Colombia, på en af de hårdeste VM-ruter i historien. Olano viste sin sejhed ved efter mere end 7 timers løb at køre de sidste to kilometer solo på fladt baghjul. VM-titlen i enkeltstart 1998 gjorde Olano til den første eneste rytter på herresiden med guld i begge discipliner. Ikke før [[Remco Evenepoel]] vandt VM enkeltstarten i 2023 kunne nogen matche dén bedrift.
Sejren i Vuelta Espana 1998 kom i et stærkt felt, hvor Olano afviste angreb fra tidligere vindere Alex Zulle og Laurent Jalabert, selvom opbakningen fra hans Banesto-hold lod noget tilbage at ønske. Olano var på vej til at gentage triumfen i 1999, da han i den første enkeltstart slog udfordreren Jan Ullrich, og derefter forsvarede trøjen gennem flere bjergetaper. Et styrt kostede ham dog et brækket ribben, og han måtte trække sig fra løbet.
Olano opnåede udover Vuelta-sejren i 1998 endnu tre podieplaceringer i Grand Tours: én gang i Vuelta España (1995), og to gange i Giro d'Italia (3.plads i 1996 og 2.plads i 2001). Han vandt desuden en række kortere etapeløb, fx Baskerlandet Rundt, Criterium International samt Tirreno-Adriatico.
Olano stoppede sin karriere som 32-årig efter Tour de France 2002. Han har siden bl.a. arbejdet med ruteplanlægningen for Vuelta a Espana.